# Покровка (Челябінська область)
Покровка (рос. Покровка) — село в Саткинському районі Челябінської області Російської Федерації.
Населення становить 14 осіб (2017). Входить до складу муніципального утворення Сулеїнське сільське поселення.

## Історія
Згідно із законом від 17 листопада 2004 року органом місцевого самоврядування є Сулеїнське сільське поселення .

## Населення
| 2002 | 2010 | 2011 | 2012 | 2013 | 2014 | 2015 |
| ---- | ---- | ---- | ---- | ---- | ---- | ---- |
| 12   | →12  | ↘11  | →11  | ↗12  | ↗13  | ↗16  |
| 2016 | 2017 |      |      |      |      |      |
| ↘14  | →14  |      |      |      |      |      |